# San Juan de la Rambla
San Juan de la Rambla – gmina w Hiszpanii, w prowincji Santa Cruz de Tenerife, we wspólnocie autonomicznej Wysp Kanaryjskich, o powierzchni 20,67 km². W 2011 roku gmina liczyła 5103 mieszkańców.